# BET Awards 2013
Die BET Awards 2013 waren die dreizehnten von Black Entertainment Television (BET) vergebenen BET Awards, die an  Künstler in den Bereichen Musik, Schauspiel, Film und Sport vergeben wurden.
Die Verleihung fand am 30. Juni 2013 erstmals im Nokia Theatre L.A. Live, Los Angeles, Kalifornien statt. Die Moderation übernahm Chris Tucker.
Den Preis für das Lebenswerk erhielt die Band Charlie Wilson, den Humanitarian Award Dwyane Wade.
Am häufigsten nominiert war Drake, der ganze 12 Nominierungen erhielt.

## BET Experience
Erstmals wurde die Veranstaltung als dreitägiges Event geplant. So wurde gleichzeitig im L.A. Live-Komplex die Musikshow 106 & Park aufgezeichnet. Es fanden verschiedene Konzerte im Staples Center statt, dazu ein Fan Fest, Filmaufführungen, eine Ausstellung sowie diverse weitere Events statt.

## Liveauftritte

### 106 & Park Pre-Show
- Young Marqus
- Jacob Latimore
- Ace Hood
- Trinidad James
- French Montana
- Schoolboy Q
- Problem
- K.Michelle

### Hauptshow
- Chris Brown – Fine China / Don't Think They Know / Love More (mit Nicki Minaj)
- Robin Thicke – Blurred Lines (mit Pharrell Williams and T.I.)
- Kendrick Lamar – m.A.A.d city / Bitch, Don't Kill My Vibe (mit Erykah Badu)
- R. Kelly – Medley
- Mariah Carey – #Beautiful (mit Miguel und Young Jeezy)
- Young Jeezy – R.I.P
- Miguel – How Many Drinks? (mit Kendrick Lamar)
- India.Arie – There Goes My Baby (Tribut an Charlie Wilson)
- Jamie Foxx – Yearning for Your Love (Tribut an Charlie Wilson)
- Justin Timberlake – Charlie, Last Name, Wilson (Tribut an Charlie Wilson)
- Stevie Wonder – Burn Rubber on Me (Why You Wanna Hurt Me)  (Tribut an Charlie Wilson)
- Charlie Wilson – You Are
- Snoop Dogg – Beautiful (mit Charlie Wilson und Pharrell Williams)
- Snoop Dogg – Signs (mit Charlie Wilson und Justin Timberlake)
- Charlie Wilson – You Dropped a Bomb on Me (mit Justin Timberlake und Snoop Dogg)
- Charlie Wilson – Outstanding (mit Pharrell Williams, Justin Timberlake und Snoop Dogg)
- J. Cole – Crooked Smile / Power Trip (mit Miguel)
- Tamela Mann – Take Me to the King (mit Kirk Franklin)
- Ciara – I’m Out (mit Nicki Minaj) / Body Party
- Dawn Penn – You Don't Love Me (No, No, No)
- Chaka Demus & Pliers – Murder She Wrote (mit Elephant Man)
- Beenie Man – Who Am I (Sim Simma) (mit Elephant Man)
- Elephant Man – Pon De River (mit Beenie Man)
- 2 Chainz – Feds Watching
- A$AP Rocky – Fuckin’ Problems (mit 2 Chainz und Kendrick Lamar)
- Janelle Monáe – Q.U.E.E.N. (mit Erykah Badu)

## Gewinner und Nominierte
Die Gewinner sind fett markiert und vorangestellt.
| Video of the Year | Viewers' Choice |
| --- | --- |
| - Drake – Started from the Bottom - 2 Chainz feat. Drake – No Lie - ASAP Rocky feat. Drake, 2 Chainz und Kendrick Lamar – Fuckin’ Problems - Drake feat. Lil Wayne – HYFR - Kendrick Lamar feat. Drake – Poetic Justice - Macklemore & Ryan Lewis feat. Wanz – Thrift Shop - Miguel – Adorn - Rihanna – Diamonds - Justin Timberlake feat. Jay-Z – Suit & Tie - Kanye West feat.Big Sean, Pusha T & 2 Chainz – Mercy | - Drake – Started from the Bottom - ASAP Rocky feat. Drake, 2 Chainz und Kendrick Lamar – Fuckin’ Problems - Kendrick Lamar – Swimming Pools (Drank) - Miguel – Adorn - Rihanna – Diamonds - Justin Timberlake feat. Jay-Z – Suit & Tie                                                                                  |
| Best Female Hip Hop Artist | Best Male Hip Hop Artist |
| - Nicki Minaj - Azealia Banks - Eve - Rasheeda - Rye Rye | - Kendrick Lamar - 2 Chainz - ASAP Rocky - Drake - Future |
| Best Female R&B/Pop Artist | Best Male R&B/Pop Artist |
| - Rihanna - Beyoncé - Tamar Braxton - Alicia Keys - Elle Varner | - Miguel - Chris Brown - Bruno Mars - Justin Timberlake - Usher |
| Best Group | Best New Artist |
| - Macklemore & Ryan Lewis - Mary Mary - Mindless Behavior - Slaughterhouse - The Throne (Kanye West and Jay-Z) | - Kendrick Lamar - Azealia Banks - Joey Badass - Trinidad James - The Weeknd |
| Best Gospel Artist | Best Collaboration |
| - Mary Mary - Deitrick Haddon - Lecrae - Tamela Mann - Marvin Sapp | - ASAP Rocky feat. Drake, 2 Chainz und Kendrick Lamar– Fuckin’ Problems - 2 Chainz feat. Drake – No Lie - French Montana feat. Rick Ross, Drake & Lil Wayne – Pop That - Kendrick Lamar feat. Drake – Poetic Justice - Justin Timberlake feat. Jay-Z – Suit & Tie - Kanye West feat.Big Sean, Pusha T & 2 Chainz – Mercy |
| Best Centric | Video Director of the Year |
| - Tamar Braxton – Love and War - Fantasia – Lose to Win - Miguel – Adorn - Nas – Daughters - Charlie Wilson – My Love Is All I Have | - Benny Boom - ASAP Rocky & Sam Lecca - Director X - Dre Films - Hype Williams |
| YoungStars Award | Best Movie |
| - Gabrielle Douglas - Jacob Latimore - Keke Palmer - Jaden Smith - Quvenzhané Wallis | - Denk wie ein Mann - Beasts of the Southern Wild - Django Unchained - Something from Nothing: The Art of Rap - Sparkle |
| Best Actress | Best Actor |
| - Kerry Washington - Angela Bassett - Halle Berry - Taraji P. Henson - Gabrielle Union | - Jamie Foxx - Don Cheadle - Common - Samuel L. Jackson - Denzel Washington |
| Sportswoman of the Year | Sportsman of the Year |
| - Gabrielle Douglas - Candace Parker - Brittney Griner - Serena Williams - Venus Williams | - LeBron James - Victor Cruz - Kevin Durant - Robert Griffin III - Ray Lewis |
| Best International Act: Africa | Best International Act: United Kingdom |
| - Ice Prince (Nigeria) - 2Face Idibia (Nigeria) - Toya DeLazy (Südafrika) - Donald (Südafrika) - R2Bees (Ghana) - Radio and Weasel (Uganda) | - Emeli Sandé - Marsha Ambrosius - Estelle - Labrinth - Rita Ora - Wiley |
| FANdemonium Award | BET Lifetime Achievement Award |
| - Chris Brown - Beyoncé - Nicki Minaj - Rihanna | - Charlie Wilson |
| Humanitarian Award | |
| - Dwyane Wade | |